# Villa dei Papiri
La Villa dei Papiri, conosciuta anche con il nome di Villa dei Pisoni, è una villa di epoca romana, sepolta durante l'eruzione del Vesuvio del 79 e ritrovata a seguito degli scavi archeologici dell'antica Ercolano: è così chiamata poiché al suo interno conservava una biblioteca con oltre milleottocento papiri.

## Storia

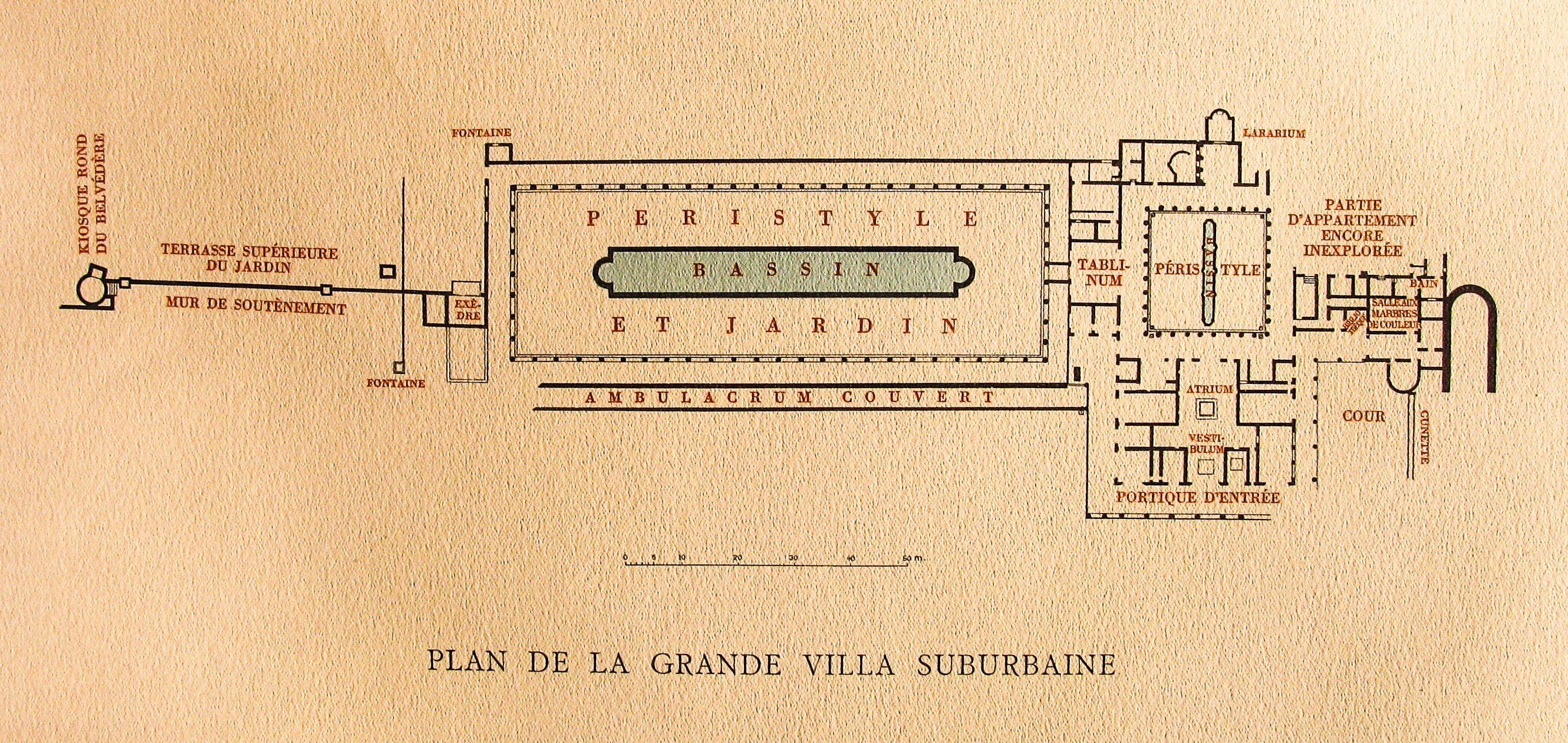
Pianta della villa

La costruzione della Villa dei Papiri avvenne tra il 60 ed il 50 a.C. ed appartenne con molta probabilità a Lucio Calpurnio Pisone Cesonino, suocero di Gaio Giulio Cesare, nonché protettore del filosofo Filodemo di Gadara, le cui opere erano conservate all'interno della dimora; secondo altri archeologi, il proprietario potrebbe essere stato il figlio, Lucio Calpurnio Pisone Pontefice, o Appio Claudio Pulcro. Con il terremoto di Pompei del 62, così come altri edifici di Ercolano, anche la Villa dei Papiri rimase fortemente danneggiata e tale evento impose lavori di ristrutturazione e rifacimento delle decorazioni: tuttavia quando l'opera non era ancora completata, come dimostrano i cumuli di calce e colori ritrovati, l'area fu soggetta all'eruzione del Vesuvio del 79 e la villa sommersa da una colata di fango; in seguito, nel 1631, un'ennesima eruzione coprì la zona sotto uno spesso strato di lava: tra la villa e la superficie erano depositati dai venticinque ai trenta metri di materiale piroclastico.
Ritrovata per caso durante la costruzione di un pozzo, le prime indagini, tramite cunicoli, partirono nel 1750 sotto la direzione di Roque Joaquín de Alcubierre, presto affiancato da Karl Weber: fu quest'ultimo a realizzare le uniche piante dell'edificio, di cui una redatta nel 1751, la quale riportava la zona del belvedere, ed un'altra nel 1754, poi rivista nel 1764, dove, con notevole precisione, venivano illustrati tutti gli ambienti esplorati, i cunicoli realizzati, le indagini ed i reperti ritrovati; fu proprio su quest'ultima pianta che Jean Paul Getty costruì a Malibù una riproduzione della villa, a grandezza naturale, utilizzata prima come abitazione privata e poi come museo a lui dedicato. La prima fase di scavi si concluse nel 1761, riportando alla luce non solo affreschi e pavimenti, ma anche un gran numero di statue e circa duemila rotoli di papiri, precisamente rinvenuti il 19 ottobre 1752; un'ulteriore, breve, campagna di indagini si ebbe tra il 1764 ed il 1765 con la partecipazione di Francesco La Vega e Camillo Paderni: in seguito, a causa delle esalazioni tossiche di mofete, vennero chiusi tutti i pozzi di aerazione ed i cunicoli.
Le indagini della Villa dei Papiri ripresero nel 1980 quando venne nuovamente localizzata, seguendo anche le antiche piante borboniche, mentre le operazioni di scavo a cielo aperto iniziarono nel 1985; un'altra fase di scavo si ebbe tra il 1996 ed il 1998, mentre dal 2002 fu messa in opera un'azione di bonifica tramite l'utilizzo di pompe idrovore, per tenere costantemente all'asciutto la parte esplorata: gli ambienti visibili si limitano all'atrio, alla basis villae ed alcune stanze di un livello inferiore.

## Descrizione

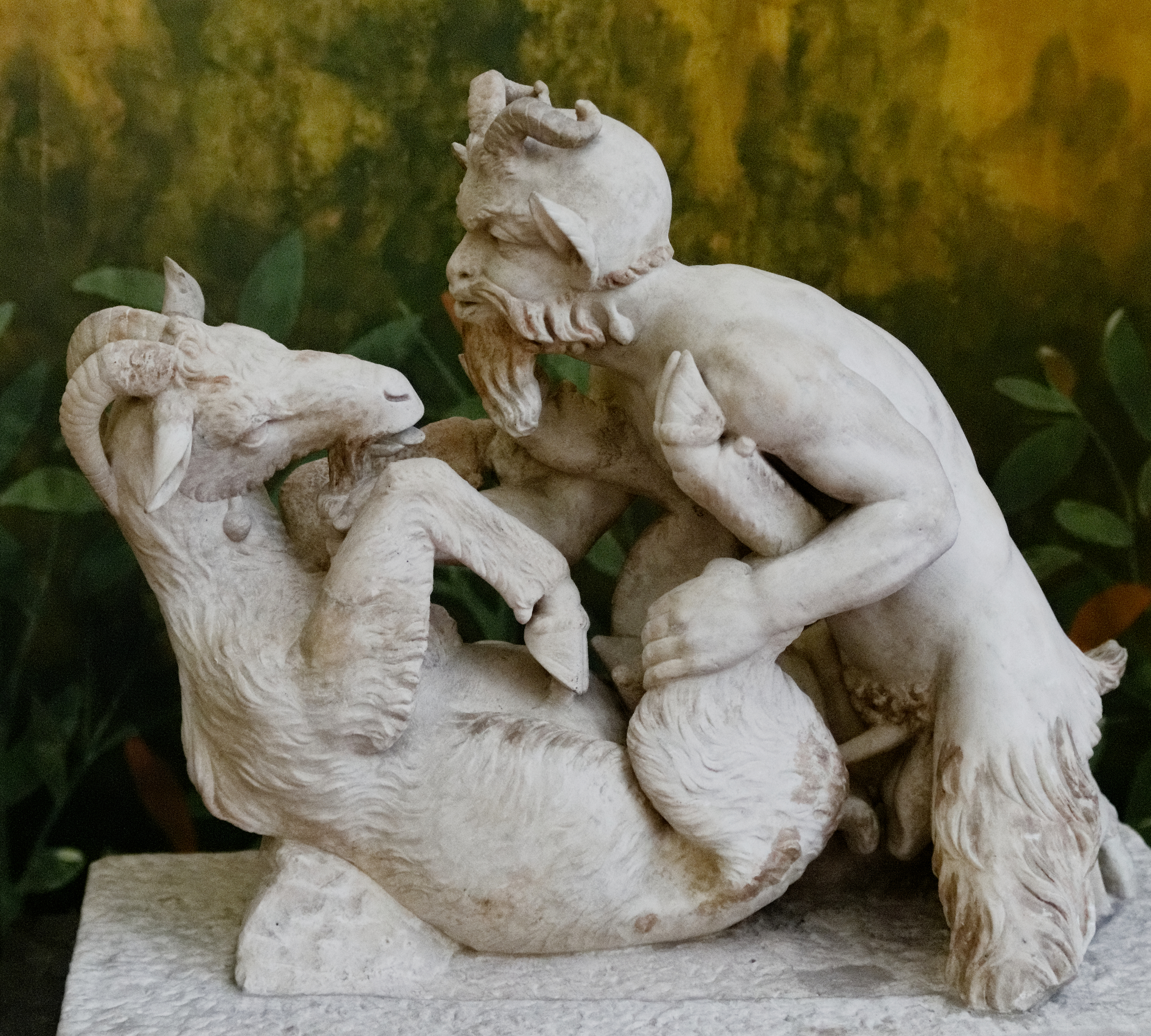
La statua di Pan con la capra

La Villa dei Papiri sorgeva a strapiombo sul mare, su quella che era la linea di costa prima dell'eruzione e seppellita sotto una coltre di detriti vulcanici di circa trenta metri; ha una lunghezza di oltre duecentocinquanta metri, si alza su tre livelli ed ha una struttura a forma di quadrato, a sua volta divisa in quattro quadrati, dove quelli meridionali erano adibiti ai servizi, come alloggi, latrine e deposito dei papiri, mentre quelli settentrionali alla zona residenziale e ludica. La basis villae, intonacata in bianco, ha una lunghezza di circa venticinque metri, ma non è stata riportata completamente alla luce nella sua altezza ed è caratterizzata da finestroni, di cui quattro sormontati da oculi strambati: le finestre inoltre erano provviste di battenti in legno con cerniere. È inoltre possibile scorgere all'interno di una di esse un ambiente parzialmente esplorato, del quale non è stato ancora raggiunto il piano di calpestio, decorato nella volta con tralci di vite e quadretti di amorini e animali marini, mentre nella parete di fondo, in rosso, un amorino e delle ghirlande: si notano inoltre degli architravi in legno, segno di aperture che conducono ad ambienti ancora non esplorati.

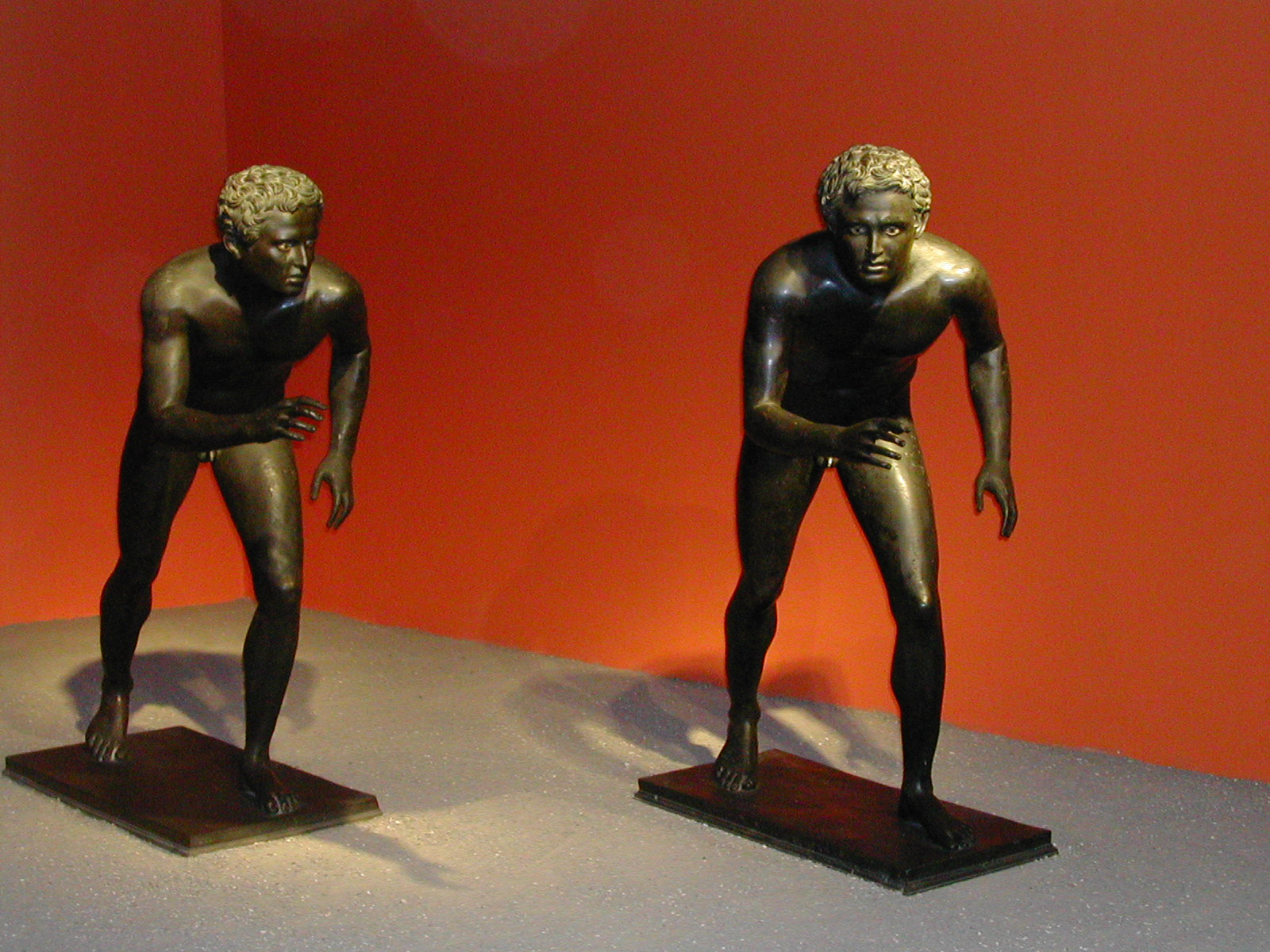
Le statue dei Corridori

L'ingresso, che affacciava direttamente sul mare, è preceduto da un portico con colonne, simile a quello di Villa dei Misteri a Pompei, e pavimentato con mosaico con tessere bianche e nere; si accede quindi all'atrio che presenta un impluvium contornato da undici statuette utilizzate come fontane e sul quale si aprono diversi ambienti, pavimentati a mosaico, anche se in alcuni punti asportato durante le esplorazioni borboniche, e decorazioni parietali con affreschi in secondo stile, risalenti quindi al periodo di costruzione della villa. Il peristilio, lungo cento metri e largo trentasette, con affreschi in quarto stile, ha un giardino contornato da un portico con sessantaquattro colonne ed al centro una piscina: nell'ambulacro, al momento dello scavo, furono ritrovate numerose statue in marmo e bronzo, alcune delle quali spostate dalla loro posizione originale per via dei lavori di restauro, oggi esposte al Museo archeologico nazionale di Napoli, come il Satiro dormiente, Hermes in riposo, Pan con la capra, lo Pseudo-Seneca e i Corridori.
Intorno al peristilio si aprono altri ambienti tra cui la biblioteca ed il tablino: nella prima furono rinvenuti milleottocentoventisei rotoli di papiro carbonizzati, custoditi in alcune casse ed avvolti in scorze di legno, alcuni dei quali andati perduti o perché originariamente creduti semplici pezzi di carbone o andati distrutti durante la fase di srotolamento per effettuarne una possibile lettura. Le prime interpretazioni dei papiri, per lo più scritti in greco e solo pochi in latino, furono dovute a Camillo Paderni e all'abate Antonio Piaggio, il quale aveva creato una macchina simile ad un telaio per il loro studio, mentre in seguito venne fondata l'Officina dei Papiri Ercolanensi, trasferita poi alla Biblioteca nazionale Vittorio Emanuele III, nel Palazzo Reale di Napoli: quelli studiati trattano quasi tutti di filosofia epicurea, in larga parte realizzati da Filodemo di Gadara, una piccola parte, quelli in latino, della guerra tra Marco Antonio e Cleopatra VII contro Augusto, tratta da un'opera chiamata De bello Actiaco, ma molti altri tuttavia devono essere ancora analizzati; negli anni 2010 diversi papiri sono stati studiati tramite tomografia. Nel corso degli anni nel tablino, a forma di esedra, che riproduceva l'ephebeum di un ginnasio greco, furono ritrovate opere scultoree sia in bronzo che in marmo, come un busto femminile, due busti di flamine e riproduzioni del Clamidato, dell'Eracle di Policleto, dell'Efebo e di Athena Promachos: nella Villa dei Papiri sono state rinvenute un totale di ottantasette statue, di cui cinquantotto in bronzo ed il restante in marmo, realizzate nel I secolo a.C., rifacendosi a quelle greche, risalenti al IV e al III secolo a.C.
Un lungo viale conduce ad un belvedere con pavimento in marmi policromi, asportato per essere conservato prima alla reggia di Portici, poi al museo nazionale; la villa era dotata anche di un impianto idrico a servizio delle numerose vasche, fontane e bagni. Tra i vari reperti ritrovati, ci sono ami, cumuli di grano, lucerne ed una meridiana in bronzo, con intarsi in argento.